# Брекен (Саскачеван)
Брекен (англ. Bracken) — село в канадській провінції Саскачеван. Село назване на честь Джона Брекена, прем'єра Манітоби та лідера Прогресивної консервативної партії Канади, який був професором Саскачеванського університету.

## Населення

### Чисельність
| 2001 | 2006 | 2011 | 2016 |
| ---- | ---- | ---- | ---- |
| 35   | 25   | 30   | 20   |